# سامية ساروار
سامية ساوار (يونيو 1970- أبريل 1999) سيدة باكستانية الأصل، وقُتلت بطلق رصاصي في مكتب مُحاميها في لاهور بدعوي الشرف.
سامية كانت متزوجة وأم لطفلين، تنتمي لعائلة غنية من بشوار. أوضحت سامية أنها تعرضت للإساءة الزوجية وهربت مع نادر ميرزا، وهو ضابط جيش، تاركة أولادها مع أهلها .
حيث عاشت هاربة لبضعة أيام في فندق 5 نجوم في لاهوري قبل أن يهجُرها نادر ساروار ويعود للجيش. طلبت سامية المساعدة من أخواتها أسماء جيهانجير ووهينا جيلاني، والمعروفين بدعوتهم للنسوية وأنهم محاميتين. بعدها بوقت قصير، في اجتماع بين سامية وأمها في غرفتهم بلاهور، تم إطلاق النار عليها وماتت عن طريق قاتل مأجور من والديها الذين رتبوا لمقتل ابنتهم لأنهم شعروا بأنها جلبت العار لعائلتهم بهروبها مع عشيقها، وهجر زوجها وأولادها، وتزعمت أن السبب وراء هذا هو العداء الزوجي لتُبرر أفعالها السيئة.